# Maj Sjöwall y Per Wahlöö
Maj Sjöwall y Per Wahlöö fueron una pareja sentimental de periodistas y escritores suecos creadores entre 1965 y 1975 de la serie de novelas sobre el inspector Martin Beck, que renovaron el género en los países nórdicos y fueron el referente principal para las posteriores generaciones de escritores suecos de novela negra como Henning Mankell, Camilla Läckberg, Kjell Eriksson o Åsa Larsson.

## Los autores

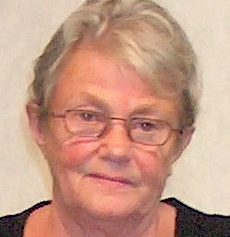
Maj Sjöwall

- Maj SjöwallPer Wahlöö (Gotemburgo, Suecia, 5 de agosto de 1926 - Malmoe, 23 de junio de 1975), graduado en la Universidad de Lund en 1946, dedicó su primera década de vida profesional al periodismo como reportero de la delincuencia, mientras que en la década de 1950 publicó algunas novelas de ficción, esencialmente de tipo político. Estuvo casado en dos anteriores ocasiones: con Inger entre 1954-1957 y posteriormente con Sylvia, con quien tuvo a su hija Annikki (nacida en 1962). Con Maj Sjöwall, a pesar de que no llegó a casarse, tuvo dos hijos: Tetz (1963) y Jens (1966). Falleció a la edad de 48 años de cáncer de páncreas en el hospital Sankt Pauli de Malmoe.

- Maj Sjöwall (Estocolmo, Suecia, 25 de septiembre de 1935 - 29 de abril de 2020) trabajaba en 1961 en la editorial sueca Wahlström & Widstradt cuando conoció a Per Wahlöö y al año siguiente se fue a vivir con él. Falleció a la edad de 84 años tras una larga enfermedad.

## Situación sociopolítica de Suecia en los años sesenta y setenta
En la década de 1960, cuando comenzó la saga de las investigaciones del inspector Martin Beck, Suecia era un país próspero. De hecho, tras Suiza, la nación europea con el mejor nivel de vida. Era un estado muy industrializado, importador de materias primas y energía, y exportador de productos manufacturados. Su neutralidad durante la Segunda Guerra Mundial benefició la economía, que no sólo no había sido destruida o convertida en una economía de guerra sino que se había ampliado y modernizado. 
Políticamente, el país estaba regido desde la década de los treinta por el Partido Socialdemócrata Sueco, líder en todas las categorías del estado de bienestar. Las desigualdades sociales eran escasas y la población inmigrante casi inexistente (con excepción de la inmigración finlandesa). 
En este contexto aparentemente idílico, durante diez años Per Wahlöö y Maj Sjöwall se las ingenian para mostrar lo que había detrás del escenario, todos los errores tradicionalmente ignorados, pero cuya existencia misma probaba que el famoso "modelo sueco" era una farsa en muchos aspectos. Wahlöö definió su trabajo y el de su pareja como "un bisturí para abrir el vientre de una ideología empobrecida y exponer la cuestionable moral burguesa del pseudobienestar".
Interesados en la Criminología e impulsados por una fuerte motivación política, pues ambos formaban parte del Partido Comunista sueco, rápidamente se decidieron por la redacción de novelas policíacas, que fácilmente pueden capturar la atención del lector al tiempo que permiten el desarrollo de un debate intelectual. A través de una historia clásica de detectives, pero con una profundización en los aspectos sociales y psicológicos de la trama, la pareja publica en 1965 Roseanna, tratando de expresar su visión del mundo en general y de la sociedad sueca de la época en particular. 
La disección inexorable que la pareja realiza sobre la sociedad sueca en descomposición se manifestará de modo claro en la década de 1980, cuando el famoso modelo social comience a romperse con los embates del liberalismo económico.
Las diez novelas que forman la serie de investigaciones de Martin Beck fueron publicadas en Suecia entre 1965 y 1975. La serie fue detenida tras la muerte de Per Wahlöö ese último año. Maj Sjöwall se ha dedicado posteriormente a la traducción literaria, además de escribir algunos relatos cortos y la aclamada novela negra La mujer que se parecía a Greta Garbo (Kvinnan som liknade Greta Garbo, 1990), inédita en español. Maj Sjöwall es todavía la traductora de inglés, noruego y danés más reputada de toda Suecia.

## La serie del inspector Martin Beck
Las diez novelas integrantes de la serie fueron publicadas en España en los años 70, si bien traducidas del inglés y no del sueco. La editorial RBA, en su colección Serie Negra, las ha reeditado en traducción directa del sueco. La autoría de la versión en español corresponde a Martin Lexell y Cristina Cerezo (Roseanna), a Martin Lexel y Manuel Abella (las cinco siguientes novelas de la serie), a Elda García-Posada y Martin Lexell (El abominable hombre de Säffle) y a Elda García-Posada (los tres últimos títulos).
La publicación de Los terroristas en España a principios de 2013 coincidió con la entrega a Maj Sjöwall del VIII Premio Pepe Carvalho de Novela Negra.
| N.º  | Año  | Título en español                    | Título original en sueco            | Título en inglés                 |
| 1.º  | 1965 | Roseanna                             | Roseanna                            | Roseanna                         |
| 2.º  | 1966 | El hombre que se esfumó              | Mannen som gick upp i rök           | The Man Who Went Up in Smoke     |
| 3.º  | 1967 | El hombre del balcón                 | Mannen på balkongen                 | The Man on the Balcony           |
| 4.º  | 1968 | El policía que ríe                   | Den skrattande polisen              | The Laughing Policeman           |
| 5.º  | 1969 | El coche de bomberos que desapareció | Brandbilen som försvann             | The Fire Engine That Disappeared |
| 6.º  | 1970 | Asesinato en el Savoy                | Polis, Polis, potatismos!           | Murder at the Savoy              |
| 7.º  | 1971 | El abominable hombre de Säffle       | Den vedervärdige mannen från Säffle | Abominable Man                   |
| 8.º  | 1972 | La habitación cerrada                | Det slutna rummet                   | The Locked Room                  |
| 9.º  | 1974 | El asesino de policías               | Polismördaren                       | Cop Killer                       |
| 10.º | 1975 | Los terroristas                      | Terroristema                        | The Terrorists                   |

## Argumento de las obras
- Roseanna (Roseanna, 1965) - Esta es la primera de las diez novelas de la serie. Se presentan casi todos los personajes recurrentes de la serie, y por supuesto el protagonista Martin Beck, entonces inspector jefe de la Policía Nacional asignado a la oficina de homicidios, a quien se encarga la investigación de la muerte de una mujer desconocida encontrada desnuda al dragar la dársena de acceso a una de las esclusas del Canal Göta.

- El hombre que se esfumó (Mannen som gick upp i rök, 1966) - Un hombre es encontrado muerto en un apartamento de mala muerte el día antes de salir de vacaciones Martin Beck, que al día siguiente debe dejar a su familia en la pequeña isla a la que acaban de llegar, porque es urgentemente llamado a Estocolmo, donde un funcionario del Ministerio de Relaciones Exteriores le pide que deje sus vacaciones para investigar la desaparición de un periodista en Hungría al otro lado del Telón de Acero.

- El hombre del balcón (Mannen på balkongen, 1967) - Esta novela trata de un tema poco presente en la novela policíaca de la época: la pedofilia. Martin Beck y su equipo siguen la pista de un asesino violador de niñas en Estocolmo, abrumado por el calor del verano. A nivel personal, vemos que las relaciones de pareja de Beck se relajan más y más sin que se sepa muy bien si esto es debido a la hiperactividad de Martin en el trabajo, o si esta hiperactividad trata de compensar el desastre emocional que es su vida privada.

- El policía que ríe (Den skrattande polisen, 1968) - Mientras que toda la policía de Estocolmo está movilizada para hacer frente a una manifestación contra la guerra de Vietnam, dos de sus miembros descubren un autobús lleno de pasajeros masacrados con una pistola ametralladora. Entre las víctimas había un policía de la brigada de homicidios: Åke Stenström. Así comienza una de las mejores novelas de la serie en la que, además de la parte de investigación como de costumbre, Sjöwall y Wahlöö nos dan a ver impecablemente una Suecia, donde, bajo el disfraz de la democracia casi perfecta se ocultan las mismas infamias policiales y políticas que en cualquier otro lugar de Europa occidental (la novela se publica en 1968).

En 1973 se realizó una adaptación cinematográfica estadounidense dirigida por Stuart Rosenberg, titulada San Francisco, ciudad desnuda.
- El coche de bomberos que desapareció (Brandbilen som försvann, 1969) - Mientras está vigilando el apartamento de un tal Malm, ignorando por completo por qué fue puesto allí en una noche fría, el edificio explota literalmente en la cara del inspector Gunvald Larsson. Los periódicos dan testimonio de que actuó heroicamente para salvar las vidas de muchas personas, antes de que llegaran los bomberos. Hubo dos muertos, pero si el coche de bomberos no se hubiera perdido temporalmente por el camino, no habría probablemente más que heridos... aunque sin novela.

- Asesinato en el Savoy (Polis, Polis, potatismos!, 1970) - Un magnate de la industria es abatido en el restaurante del Hotel Savoy en Malmö y el asesino puede huir sin que nadie tenga tiempo para intervenir. Martin Beck, ahora jefe de la brigada de homicidios - y a punto de romper con su esposa - se dirige hacia el sur de Suecia a echar una mano a su amigo el Inspector Jefe Per Mansson. Además de los personajes habituales, encontramos aquí los inenarrables Kvant y Kristiansson, una pareja más tonta que mala y la bella Asa Torrel, la antigua novia del policía Åke Stenström muerto en el ataque al autobús de un relato anterior, que no dejará indiferente a Martin Beck.

- El abominable hombre de Säffle (Den vedervärdige mannen från Säffle, 1971) – Un asesinato realizado con una bayoneta se ha cometido en un hospital. Pero el muerto no es un cualquiera: es un policía,  el Comisario Nyman, seriamente enfermo y con una esperanza de vida muy limitada. A lo largo de su investigación, Martin Beck y sus hombres descubren que Nyman tenía la costumbre de usar métodos muy especiales con los sospechosos. Métodos que no eran compatibles con la ligera ideología de la socialdemocracia en Suecia, al menos en apariencia.

Adaptación al cine del sueco Bo Widerberg en 1976: “Un hombre en el tejado”, recientemente editada en España en DVD.
- La habitación cerrada (Det slutna rummet, 1972) - Una mujer rubia cubierta con un gran sombrero asalta un banco y la situación se complica porque mata accidentalmente a un cliente. Unos días antes, un anciano fue encontrado muerto en el pequeño apartamento que ocupaba. Un suicidio, sin duda, sobre todo porque la habitación de la muerte estaba cerrada por dentro. Pero Martin Beck tiene una duda ... Y cuando un elemento vincula dos hechos, la duda se convierte en evidencia. Una novela densa con una conclusión teñida de amoralidad fortaleciendo un poco más profundamente el lado humano de los personajes.

Hay una película belga sobre la obra, dirigida por Jacob Bijl en 1993.
- El asesino de policías (Polismördaren, 1974) - Una mujer es asesinada de manera sórdida y su cuerpo arrojado a un estanque. Poco después, la policía de patrulla sorprende a una banda de ladrones de poca monta. Un tiroteo estalla y un policía quedaron en el asfalto. Uno de los ladrones roba un coche para escapar. Regreso de un personaje ya enfrentado a Martin Beck en su carrera, se ve también la estupidez de la jerarquía policial, su exacerbado gusto por el poder y la sed de venganza cuando un miembro de la institución ha dejado su piel durante el servicio. Un libro feroz, donde Sjöwall y Wahlöö y poner en evidencia el mecanismo oficial, cada vez más pesimistas.

- Los terroristas (Terroristema, 1975) - Un senador norteamericano está realizando una visita oficial a Suecia; un comando de terroristas internacionales aparece al mismo tiempo; una chica idealista e ingenua joven descubre de pronto que su país no es el lugar ideal que le habían mostrado.  A partir de estos tres elementos, los autores realizan una autopsia brillante de una sociedad, aún no muerta, pero ya en un avanzado estado de putrefacción. Este es sin duda la obra maestra de la serie, como si Per Wahlöö al comienzo del libro supiese que esta sería su última obra. Los personajes principales, sin excepción, operan en el filo de la navaja, dispuestos a caer en la nada.

## Adaptaciones para la televisión
- Además de las citadas películas, la televisión pública sueca ha coproducido en los años 90 una serie de seis películas para televisión con los personajes de las novelas): Roseanna, El coche de bomberos que desapareció, Asesinato en el Savoy , Muerte de un Policía, El hombre en el balcón, "La Maratón de Estocolmo" (muy libremente adaptada de "Los terroristas", el aspecto político de la novela desaparece en favor de una trama deportiva inexistente en la novela).

- Una nueva serie de ocho películas de televisión titulada Beck se realizó en 1997 a través de una productora internacional conjunta, basada en argumentos escritos para la ocasión en la que sólo se mantienen los personajes creados por Sjöwall y Wahlöö.